# Водяна змія Беннета
Водяна змія Беннета (Enhydris bennettii) — отруйна змія з роду водяна змія родини гомалопсових (Homalopsidae).

## Опис
Загальна довжина досягає 75 см. Голова сплощена. Очі опуклі. Ніздрі переходять на верхню частину морди. Позаду верхній щелепі 2 збільшених зуба. Має товстий щільний тулуб середнього розміру. Луска гладенька. Хвіст короткий. Забарвлення оливково—сірого або сірого кольору з численними темно—сірими смугами. У деяких особин смуги з'єднуються у різних частинах тіла. По кожному боці проходить брудно—біла смуга. Черевна сторона сріблястого кольору.

## Спосіб життя
Полюбляє узбережжя, болота з мангровими деревами, гирла річок уздовж берегів. Активна протягом дня та ночі. Відпочиває під різними хованками або на гілках мангрових дерев. Харчується рибою.
Отрута не становить загрози життю людини.
Це живородна змія.

## Розповсюдження
Мешкає у провінціях Хайнань, Гуандун, Фуцзянь (Китай), В'єтнамі, Тайвані, на о.Ява (Індонезія).